# Чичо ми беше вампир
„Чичо ми беше вампир“ (на италиански: Tempi duri per i vampiri) е хорър комедия от 1959 година на режисьора Стено с участието на Ренато Раскел, Кристофър Лий и Силва Кошчина, копродукция на Италия и Франция.

## Сюжет
Барон Освалдо Ламбертенги (Ренато Раскел) е принуден да продаде замъка на предците си заради натрупани дългове. Той безучастно гледа как имението е трансформирано в нискобюджетен хотел и решава да остане да живее там, работейки като общ работник. Един ден Освалдо е посетен от чичо си Родерико (Кристофър Лий), който се оказва истински вампир. Освалдо се опитва да предупреди за това гостите на хотела, но единствения резултат, който постига е, че започват да го смятат за луд. Ухапан от чичо си, Освалдо също се превръща във вампир, но неговата любовница е в състояние да го освободи от проклятието.

## В ролите
| Изпълнител      | Роля                         |
| --------------- | ---------------------------- |
| Ренато Раскел   | барон Освалдо Ламбертенги    |
| Кристофър Лий   | барон Родерико да Франкуртен |
| Силва Кошчина   | Карла                        |
| Каи Фишер       | Лелина                       |
| Лия Дзопели     | Летиция                      |
| Франко Скандура | професор Щрикер              |
| Карл Вери       | управителя на хотела         |
| Рик Ван Нутер   | годеникът на Карла           |
| Сузана Лоре     | Сюзън                        |
| Марио Чеки Гори | нотариуса                    |